# 가와고에정 (사이타마현)
가와고에정(川越町)은 사이타마현 이루마군에 있던 정이다. 현재의 가와고에시 중심부에 해당한다.

## 역사
- 1889년 4월 1일 - 정촌제 시행에 의해 이루마군 가와고에정이 성립하였다.
- 1922년 12월 1일 - 센바촌과 합병해 가와고에시가 성립하여, 동일 가와고에정은 폐지되었다.

## 교통

### 철도노선
- 가와고에 철도 (현・세이부 철도)
  - 가와고에선

현재는 가와고에선 가와고에역도 있지만 당시에는 미개업 상태였다. 

### 도로
- 가와고에 가도 (현 국도 제254호선)

## 참고문헌
- 角川日本地名大辞典 11 埼玉県